# 레네이 애도레이
잔 드 라 퐁트는 영어 예명인 레네이 애도레이(Renée Adorée, 1898년 9월 30일 ~ 1933년 10월 5일)로 미국에서 활동한 프랑스 출신의 배우이다. 1920년대 할리우드에서 인기 무성 영화 배우였다.

## 출연 작품
- 콜 오브 더 플레쉬 (1930)
- 쇼 피플 (1928)
- 신의 나라로 돌아가라 (1927)
- 라 보엠 (1926)
- 빅 퍼레이드 (1925)
- 백일몽 (1922)